# NordStar
A NordStar é uma empresa aérea com sede em Norilsk, na Rússia, a empresa foi fundada em 2008 por Norilsk Nickel e começou a operar em 2009 com voos para Moscou e Krasnoyarsk.

## Frota

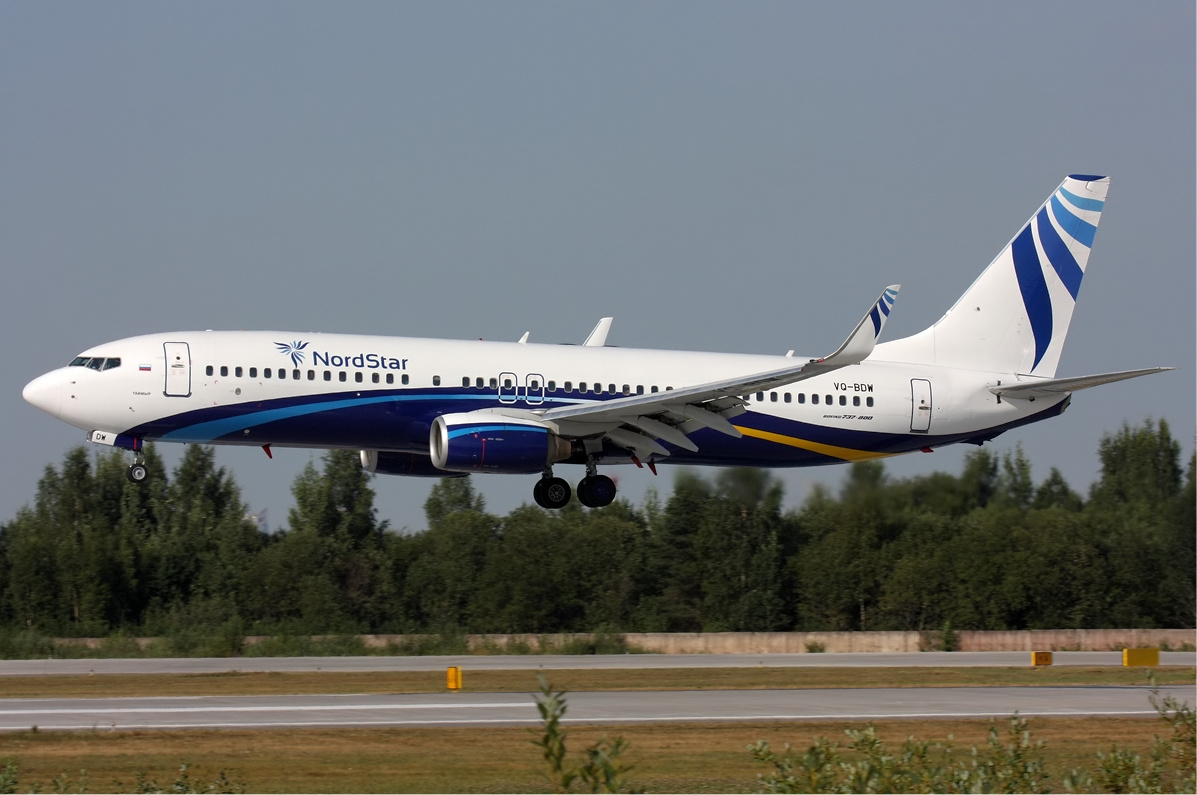
Boeing 737-800 da NordStar.

Em agosto de 2019:
- ATR 42-500: 4
- Boeing 737-300: 1
- Boeing 737-800: 6